# BYD
BYD Auto (chinois : 比亚迪汽车 ; pinyin : Bǐyàdí Qìchē) est à l'origine un fabricant chinois de batteries basé à Shenzhen, dans le Guangdong, en Chine. L'entreprise s'est diversifiée dans l'automobile en 2003, lorsque BYD Company a racheté la Tsinchuan Automobile Company, alors au bord de la faillite. En 2010, BYD était la quatrième marque automobile chinoise par le nombre de véhicules vendus. En 2022, c'est la première marque automobile chinoise de véhicules électriques. Au quatrième trimestre 2023, elle passe au premier rang mondial, dépassant Tesla.
Le slogan de la marque, « Build Your Dreams » (trad : Construisez vos rêves), réinterprète le sigle BYD issu de la dénomination sociale Bǐyàdí.

## Histoire

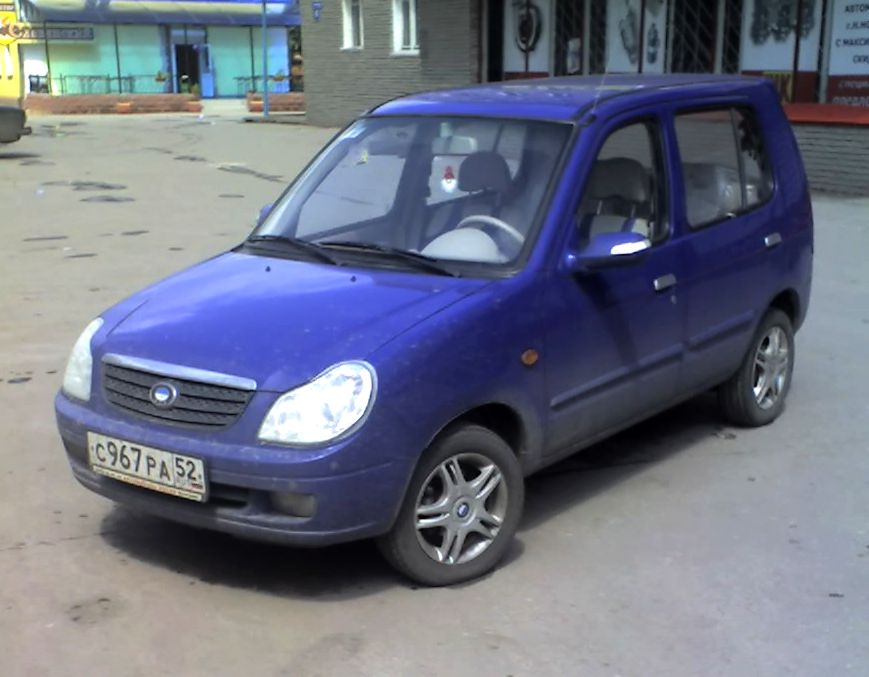
La Flyer, le tout premier modèle de BYD. C'est en fait la voiture de Tsinchuan produite telle quelle.

BYD company, fondé en 1995, détient 65% du marché mondial des batteries au nickel-cadmium et est leader mondial des batteries lithium-ion avec 30% de parts de marché. Ses grands clients sont des fabricants de téléphones portables comme Nokia, Samsung ou Motorola.
La société a voulu se diversifier dans l'automobile en 2003 avec le rachat de Qichuan Automobile Company, fabricant de la citadine Flyer. Ce pari ne fut pas si facile. À l'époque le plan des autorités chinoises était de consolider le secteur autour des grandes marques d'état. L'émergence de constructeurs automobiles privés en Chine s'est donc faite malgré les pouvoirs publics (qui contrôlent notamment le crédit). Crystal Chang (Berkeley) note que cette émergence surprit non seulement les intervenants du secteur, mais aussi les politiques.
En 2004: présentation au salon de Shanghai de la berline F3, de la citadine F4 (dérivée de la Flyer) et du break F5. Ces deux derniers modèles n'ont pas été produits.
En 2008: lancement de la berline F6 et de la citadine F0. À l'origine, la F0 aurait dû s'appeler F1, mais apparemment, la FIA a fait pression pour que Byd n'emploie pas ce nom (déposé pour la Formule 1). Le milliardaire américain Warren Buffett s'offre 10% du capital via son fonds d'investissement MidAmerican. La F3 devient la première voiture chinoise « pure » en tête des ventes en Chine. En décembre, Byd lance une version hybride plug-in de la F3, la F3 DM. En 2008, seules les collectivités chinoises peuvent l'acheter. Elle devait être proposée au grand public en septembre 2009.
En 2009 : lancement de la S8, premier coupé-cabriolet produit en Chine ; lancement de la F3DM, véhicule hybride. Un monospace entièrement électrique, l'e6, a dû suivre en décembre 2009. Puis, en 2010, il a dû être lancé une version électrique de sa berline F3, la F3e et une version hybride de la F6, la F6DM.
En 2010, BYD était la quatrième marque automobile chinoise par le nombre de véhicules vendus.
Depuis 2010, l'autobus électrique BYD ebus est produit.

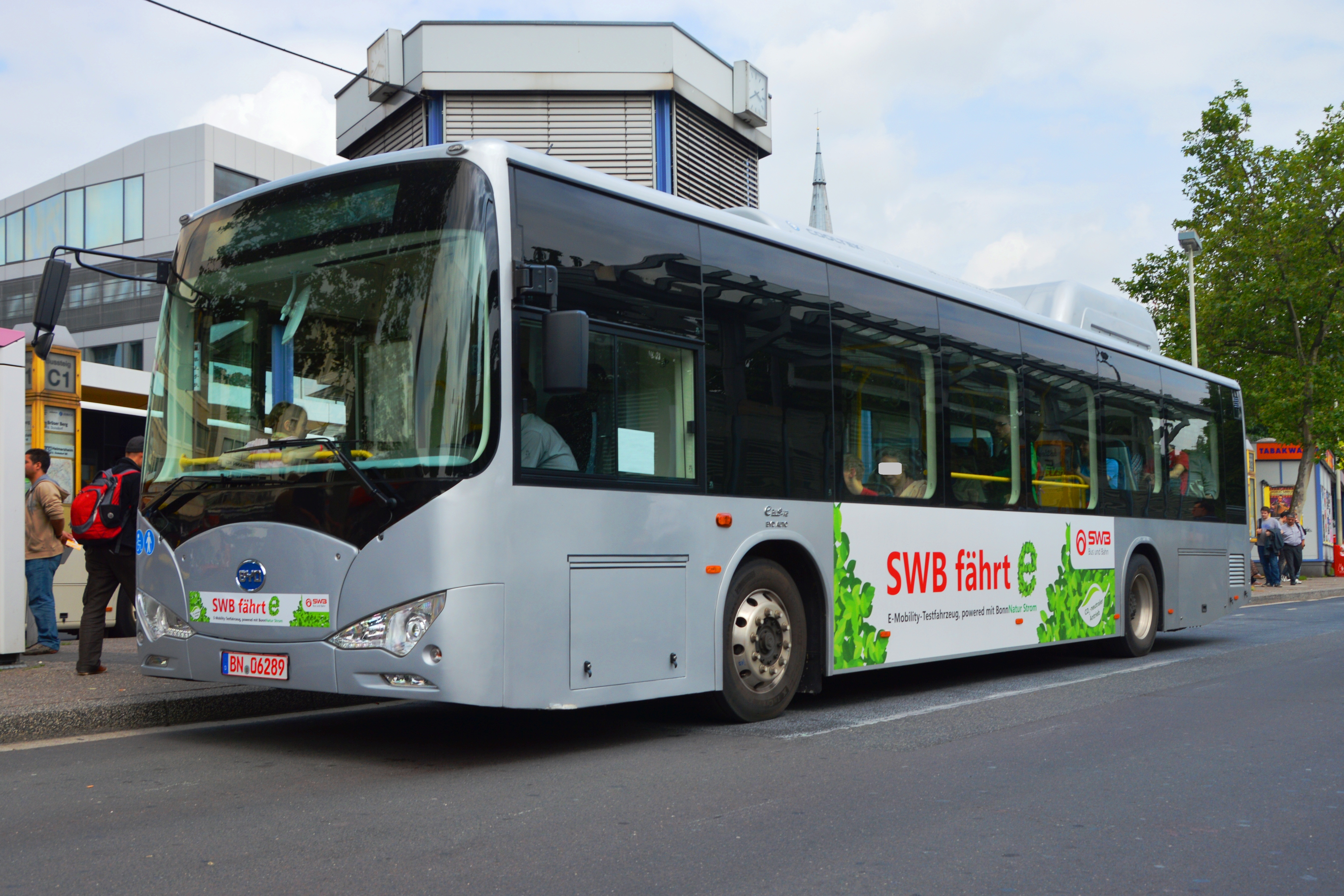
BYD ebus, autobus électrique à Bonn, en Allemagne (2013).

Ses ventes 2014 s'élèvent à 440 000 unités, uniquement sur le marché chinois. Bien que créée tardivement, elle fait partie, avec Chery, Geely et Great Wall, des quatre plus grands producteurs automobiles indépendants chinois. Elle compte s'imposer grâce aux véhicules hybrides ou tout-électriques et ambitionne de devenir le premier constructeur automobile mondial d'ici 2025. BYD a constitué une coentreprise (joint-venture) avec l'allemand Daimler pour concevoir et vendre un véhicule électrique.
En 2015, BYD était la marque mondiale ayant le plus vendu de véhicules électriques, devant Luxgen. Pour la deuxième année consécutive, en 2016, BYD, avec plus de 100 000 exemplaires livrés, occupe cette même position. En octobre 2016, BYD est devenu le deuxième constructeur mondial de véhicules électriques, en amont de Luxgen[réf. nécessaire].
En 2016, BYD a également gagné un marché de quelques bus dans la ville d'Iveco, Turin, à partir de 2017.

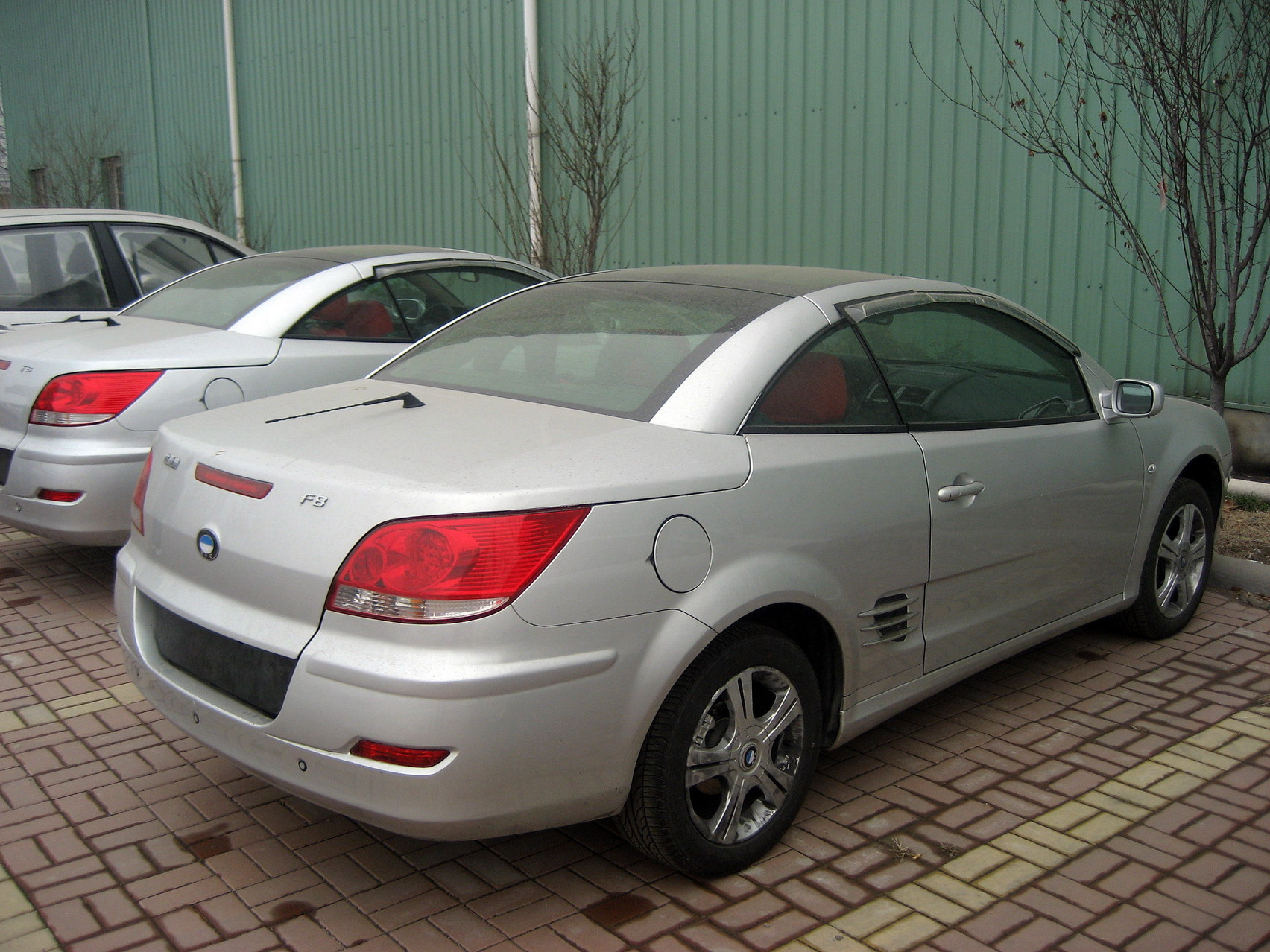
Une F8 de présérie, elle est produite depuis juillet 2009 sous le nom de S8.

En 2018, BYD a vendu 248 000 voitures électrifiées contre 245 000 pour Tesla Motors. Début 2019, BYD avait une part de marché de près de 20% dans les bus électriques à l'échelle mondiale.
Au premier semestre 2022, BYD a immatriculé 647 914 voitures électrifiées en Chine, en hausse de 312% par rapport à 2021 et près de 100 000 unités de plus que Tesla. Mais ce total comprend aussi les véhicules hybrides rechargeables, qui représentent ainsi près de 50% des ventes de BYD: 317 684 contre 327 037 pour les électriques. Tesla reste donc numéro 1 de la voiture électrique.
BYD annonce le lancement de sa nouvelle Dolphin en Chine, qui sera peut être commercialisée en Europe sous le nom d'Atto 2 en 2023.
Durant l'année 2022, 911 000 voitures 100% électriques sont vendues par l'entreprise, en comptant les véhicules hybrides rechargeables, les ventes sont de 1,86 million d'unités.
En 2023, BYD a vendu 1,6 million de véhicules tout électrique, contre 1,8 million pour Tesla. Mais au quatrième trimestre 2023, BYD en a vendu 526 000 contre 484 507 pour Tesla. Avec les voitures hybrides, les ventes totales de BYD atteignent 3,01 millions, en hausse de 66%.
Dans la continuité de cette croissance face à Tesla, BYD annonçait fin octobre 2024 que son chiffre d'affaires dépassait pour la première fois celui du constructeur automobile américain (sur le troisième trimestre), avec 28,2 milliards de dollars de revenus, contre 25,2 milliards pour Tesla. Le groupe d'Elon Musk reste en revanche largement plus rentable, avec un bénéfice de 2,8 milliards de dollars sur trois mois, contre 1,1 milliard pour BYD.
En avril 2025, BYD passe pour la première fois devant Tesla en Europe, avec 7 231 véhicules vendus.

## Plainte en justice
En mai 2025, le Ministère public du Travail (MPT) de l'état de Bahia au Brésil a déposé une plainte contre BYD et deux de ses sous-traitants, JinJiang et Tonghe (actuellement connu sous le nom de Tecmonta). Le chantier concerné est celui de l'usine en cours de construction à Camaçari, dans l'état de Bahia. BYD y fait construire une usine de production d'automobiles électriques qui devrait ouvrir en juin 2025. Le MPT a découvert que les 220 ouvriers chinois qui construisent cette usine travaillent dans des conditions semblables à de l'esclavage. Le MPT demande une amende de 40 millions d'euros pour dommages moraux collectifs ainsi que des indemnisations pour chaque ouvrier.

## Sites de production

### Assemblage
2005: chaîne d'assemblage en Égypte.
Été 2018: chaîne d'assemblage de bus électriques à Beauvais en France, fermeture en 2021,.
Décembre 2023: BYD annonce l’implantation d’un site de production de voitures électriques à Szeged en Hongrie. L’entreprise avait déjà annoncé à l'été 2023 l’implantation d’une usine d’assemblage de batteries dans la petite ville de Fót, dans le nord de la Hongrie. BYD estime être en mesure d'atteindre une part de marché de 10% des ventes de modèles rechargeables en Europe d’ici à 2030. BYD achève également la construction d’autres usines en Thaïlande et en Ouzbékistan, et trois autres sites de production doivent voir le jour dans le courant de la décennie au Brésil.

## Statistiques de vente
En 2024, BYD a vendu, sous les marques BYD, Denza, Yangwang et Fangchengbao, 4 272 145 véhicules électrifiés, en hausse de plus de 40 %.
En 2023, BYD a vendu, sous ses 4 marques, 3 024 417 véhicules électrifiés, en hausse de 62%, dont 1 574 822 modèles 100 % électriques (+72,8%) et 1 438 084 modèles hybrides rechargeables (+52%). Les ventes à l'exportation ont atteint 242 766 véhicules (+334%). Elle est l'entreprise qui vend le plus de modèles électrifiés dans le monde. La marque BYD (Byd Dynasty et Byd Ocean) a réalisé 2 877 353 ventes et la marque Denza 127 840 ventes; les marques Yangwang et Fangchengbao ont débuté leurs livraisons en novembre 2023,.
| Année | Ventes mondiales du constructeur BYD | Ventes mondiales du constructeur BYD | Ventes mondiales du constructeur BYD | Ventes mondiales du constructeur BYD | Ventes mondiales du constructeur BYD | Ventes mondiales du constructeur BYD | Ventes mondiales du constructeur BYD | Ventes mondiales du constructeur BYD | Ventes mondiales du constructeur BYD | Ventes mondiales du constructeur BYD | Ventes mondiales du constructeur BYD | Ventes mondiales du constructeur BYD | Ventes mondiales du constructeur BYD | Ventes mondiales du constructeur BYD | Ventes mondiales du constructeur BYD | Ventes mondiales du constructeur BYD | Ventes mondiales du constructeur BYD | Ventes mondiales du constructeur BYD | Ventes mondiales du constructeur BYD | Ventes mondiales du constructeur BYD | Ventes mondiales du constructeur BYD | Ventes mondiales du constructeur BYD | Ventes mondiales du constructeur BYD | Ventes mondiales du constructeur BYD | Ventes mondiales du constructeur BYD | Ventes mondiales du constructeur BYD | Ventes mondiales du constructeur BYD | Ventes mondiales du constructeur BYD | Ventes mondiales du constructeur BYD | Ventes mondiales du constructeur BYD | Ventes mondiales du constructeur BYD | Ventes mondiales du constructeur BYD | Ventes mondiales du constructeur BYD | Ventes mondiales du constructeur BYD | Ventes mondiales du constructeur BYD | Ventes mondiales du constructeur BYD | Ventes mondiales du constructeur BYD | Ventes mondiales du constructeur BYD | Ventes mondiales du constructeur BYD | Ventes mondiales du constructeur BYD | Ventes mondiales du constructeur BYD | Ventes mondiales du constructeur BYD | Ventes mondiales du constructeur BYD | Ventes mondiales du constructeur BYD | Ventes mondiales du constructeur BYD | Ventes mondiales du constructeur BYD | Ventes mondiales du constructeur BYD | Ventes mondiales du constructeur BYD | Ventes mondiales du constructeur BYD | Ventes mondiales du constructeur BYD | Ventes mondiales du constructeur BYD | Ventes mondiales du constructeur BYD | Ventes mondiales du constructeur BYD | Ventes mondiales du constructeur BYD | Ventes mondiales du constructeur BYD | Ventes mondiales du constructeur BYD | Ventes mondiales du constructeur BYD | Ventes mondiales du constructeur BYD | Ventes mondiales du constructeur BYD | Ventes mondiales du constructeur BYD | Ventes mondiales du constructeur BYD | Ventes mondiales du constructeur BYD | Ventes mondiales du constructeur BYD | Ventes mondiales du constructeur BYD | Ventes mondiales du constructeur BYD | Ventes mondiales du constructeur BYD | Ventes mondiales du constructeur BYD | Ventes mondiales du constructeur BYD | Ventes mondiales du constructeur BYD | Ventes mondiales du constructeur BYD | Ventes mondiales du constructeur BYD | Ventes mondiales du constructeur BYD | Ventes mondiales du constructeur BYD | Ventes mondiales du constructeur BYD | Ventes mondiales du constructeur BYD | Ventes mondiales du constructeur BYD | Ventes mondiales du constructeur BYD | Ventes mondiales du constructeur BYD | Ventes mondiales du constructeur BYD | Ventes mondiales du constructeur BYD | Ventes mondiales du constructeur BYD |
| ----- | ------------------------------------ | ------------------------------------ | ------------------------------------ | ------------------------------------ | ------------------------------------ | ------------------------------------ | ------------------------------------ | ------------------------------------ | ------------------------------------ | ------------------------------------ | ------------------------------------ | ------------------------------------ | ------------------------------------ | ------------------------------------ | ------------------------------------ | ------------------------------------ | ------------------------------------ | ------------------------------------ | ------------------------------------ | ------------------------------------ | ------------------------------------ | ------------------------------------ | ------------------------------------ | ------------------------------------ | ------------------------------------ | ------------------------------------ | ------------------------------------ | ------------------------------------ | ------------------------------------ | ------------------------------------ | ------------------------------------ | ------------------------------------ | ------------------------------------ | ------------------------------------ | ------------------------------------ | ------------------------------------ | ------------------------------------ | ------------------------------------ | ------------------------------------ | ------------------------------------ | ------------------------------------ | ------------------------------------ | ------------------------------------ | ------------------------------------ | ------------------------------------ | ------------------------------------ | ------------------------------------ | ------------------------------------ | ------------------------------------ | ------------------------------------ | ------------------------------------ | ------------------------------------ | ------------------------------------ | ------------------------------------ | ------------------------------------ | ------------------------------------ | ------------------------------------ | ------------------------------------ | ------------------------------------ | ------------------------------------ | ------------------------------------ | ------------------------------------ | ------------------------------------ | ------------------------------------ | ------------------------------------ | ------------------------------------ | ------------------------------------ | ------------------------------------ | ------------------------------------ | ------------------------------------ | ------------------------------------ | ------------------------------------ | ------------------------------------ | ------------------------------------ | ------------------------------------ | ------------------------------------ | ------------------------------------ | ------------------------------------ | ------------------------------------ | ------------------------------------ | ------------------------------------ |
| Année | 1 400 000                            |                                      |                                      |                                      |                                      | 1 500 000                            |                                      |                                      |                                      |                                      | 1 600 000                            |                                      |                                      |                                      |                                      | 1 700 000                            |                                      |                                      |                                      |                                      | 1 800 000                            |                                      |                                      |                                      |                                      | 1 900 000                            |                                      |                                      |                                      |                                      | 2 000 000                            |                                      |                                      |                                      |                                      | 2 100 000                            |                                      |                                      |                                      |                                      | 2 200 000                            |                                      |                                      |                                      |                                      | 2 300 000                            |                                      |                                      |                                      |                                      | 2 400 000                            |                                      |                                      |                                      |                                      | 2 500 000                            |                                      |                                      |                                      |                                      | 2 600 000                            |                                      |                                      |                                      |                                      | 2 700 000                            |                                      |                                      |                                      |                                      | 2 800 000                            |                                      |                                      |                                      |                                      | 2 900 000                            |                                      |                                      |                                      |                                      | 3 000 000                            |
| 2022  | 1 860 000                            | 1 860 000                            | 1 860 000                            | 1 860 000                            | 1 860 000                            | 1 860 000                            | 1 860 000                            | 1 860 000                            | 1 860 000                            | 1 860 000                            | 1 860 000                            | 1 860 000                            | 1 860 000                            | 1 860 000                            | 1 860 000                            | 1 860 000                            | 1 860 000                            | 1 860 000                            | 1 860 000                            | 1 860 000                            | 1 860 000                            | 1 860 000                            | 1 860 000                            |                                      |                                      |                                      |                                      |                                      |                                      |                                      |                                      |                                      |                                      |                                      |                                      |                                      |                                      |                                      |                                      |                                      |                                      |                                      |                                      |                                      |                                      |                                      |                                      |                                      |                                      |                                      |                                      |                                      |                                      |                                      |                                      |                                      |                                      |                                      |                                      |                                      |                                      |                                      |                                      |                                      |                                      |                                      |                                      |                                      |                                      |                                      |                                      |                                      |                                      |                                      |                                      |                                      |                                      |                                      |                                      |                                      |                                      |
| 2023  | 2 877 353                            | 2 877 353                            | 2 877 353                            | 2 877 353                            | 2 877 353                            | 2 877 353                            | 2 877 353                            | 2 877 353                            | 2 877 353                            | 2 877 353                            | 2 877 353                            | 2 877 353                            | 2 877 353                            | 2 877 353                            | 2 877 353                            | 2 877 353                            | 2 877 353                            | 2 877 353                            | 2 877 353                            | 2 877 353                            | 2 877 353                            | 2 877 353                            | 2 877 353                            | 2 877 353                            | 2 877 353                            | 2 877 353                            | 2 877 353                            | 2 877 353                            | 2 877 353                            | 2 877 353                            | 2 877 353                            | 2 877 353                            | 2 877 353                            | 2 877 353                            | 2 877 353                            | 2 877 353                            | 2 877 353                            | 2 877 353                            | 2 877 353                            | 2 877 353                            | 2 877 353                            | 2 877 353                            | 2 877 353                            | 2 877 353                            | 2 877 353                            | 2 877 353                            | 2 877 353                            | 2 877 353                            | 2 877 353                            | 2 877 353                            | 2 877 353                            | 2 877 353                            | 2 877 353                            | 2 877 353                            | 2 877 353                            | 2 877 353                            | 2 877 353                            | 2 877 353                            | 2 877 353                            | 2 877 353                            | 2 877 353                            | 2 877 353                            | 2 877 353                            | 2 877 353                            | 2 877 353                            | 2 877 353                            | 2 877 353                            | 2 877 353                            | 2 877 353                            | 2 877 353                            | 2 877 353                            | 2 877 353                            | 2 877 353                            | 2 877 353                            |                                      |                                      |                                      |                                      |                                      |                                      |                                      |

## Résultats financiers
En 2023, le chiffre d'affaires du groupe BYD a progressé de 42 %, pour atteindre 76,8 milliards d'euros, et ses bénéfices ont progressé de 81 %, atteignant 3,83 milliards d'euros. Le nombre de voitures vendues atteint 3,02 millions, en hausse de 62 % sur un an. L'entreprise est désormais dixième au palmarès mondial des constructeurs. Les livraisons hors Chine ont quadruplé, atteignant 242 000 unités. En Chine, sa part du marché des véhicules 100 % électriques atteint 25 %.

## Stratégie
BYD se différencie de ses concurrents par la stratégie de son dirigeant, Wang Chuanfu, de favoriser au maximum l'intégration verticale qui, pour lui, est un avantage concurrentiel important (maîtrise de la qualité…). Cette conception a été encore illustrée en 2010 par une prise de participation de 18% dans la plus grande mine de lithium de Chine, Zhabuye Lithium. BYD fait également figure de précurseur dans l'adoption de la technologie tout électrique, tout particulièrement pour un constructeur généraliste.
Seuls les pneus et les vitrages proviennent de l’extérieur. BYD produit aussi elle-même une partie de l’outillage de ses usines. Son intégration va jusqu’au transport de ses voitures à l'exportation : elle possède cinq navires, dont le premier, le BYD Explorer N°1, capable de transporter 7000 voitures par trajet, a été mis à l’eau en janvier 2024, suivi du BYD Changzhou construit sur le même modèle et les BYD Shenzhen, Changsha et X’ian. Le BYD Shenzhen est le plus grand : 220 mètres de long, 37,7 mètres de large, 12 niveaux de stockage, capacité de 9200 voitures ; son premier voyage, vers le Brésil, commence en mai 2025.

## Automobiles
BYD propose une grande variété de types de véhicules, notamment des berlines, des crossovers, des monospaces, des SUV, des monoplaces, des autobus à deux étages et articulés, des autocars longue distance, des fourgonnettes et des camions de classe 5, 8 et spécialisés.

### Véhicules personnels

#### Série E
- BYD e2 berline compacte (BEV)

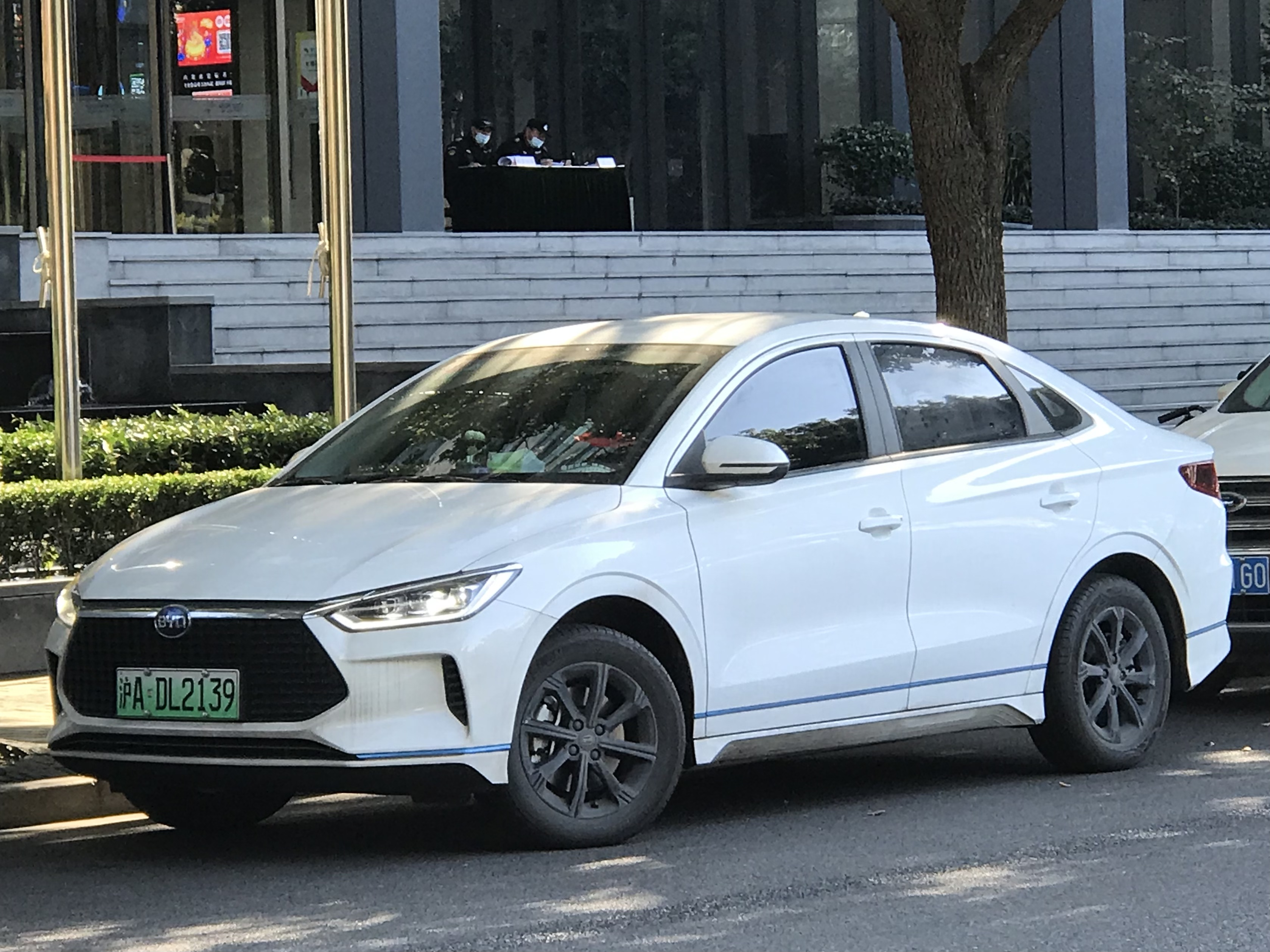
BYD e3

- BYD e3 berline compacte, la variante berline de la e2 (BEV)
- BYD e6 monospace compact (BEV)
- BYD e9 berline intermédiaire (BEV)

Source:

#### Série Dynastie

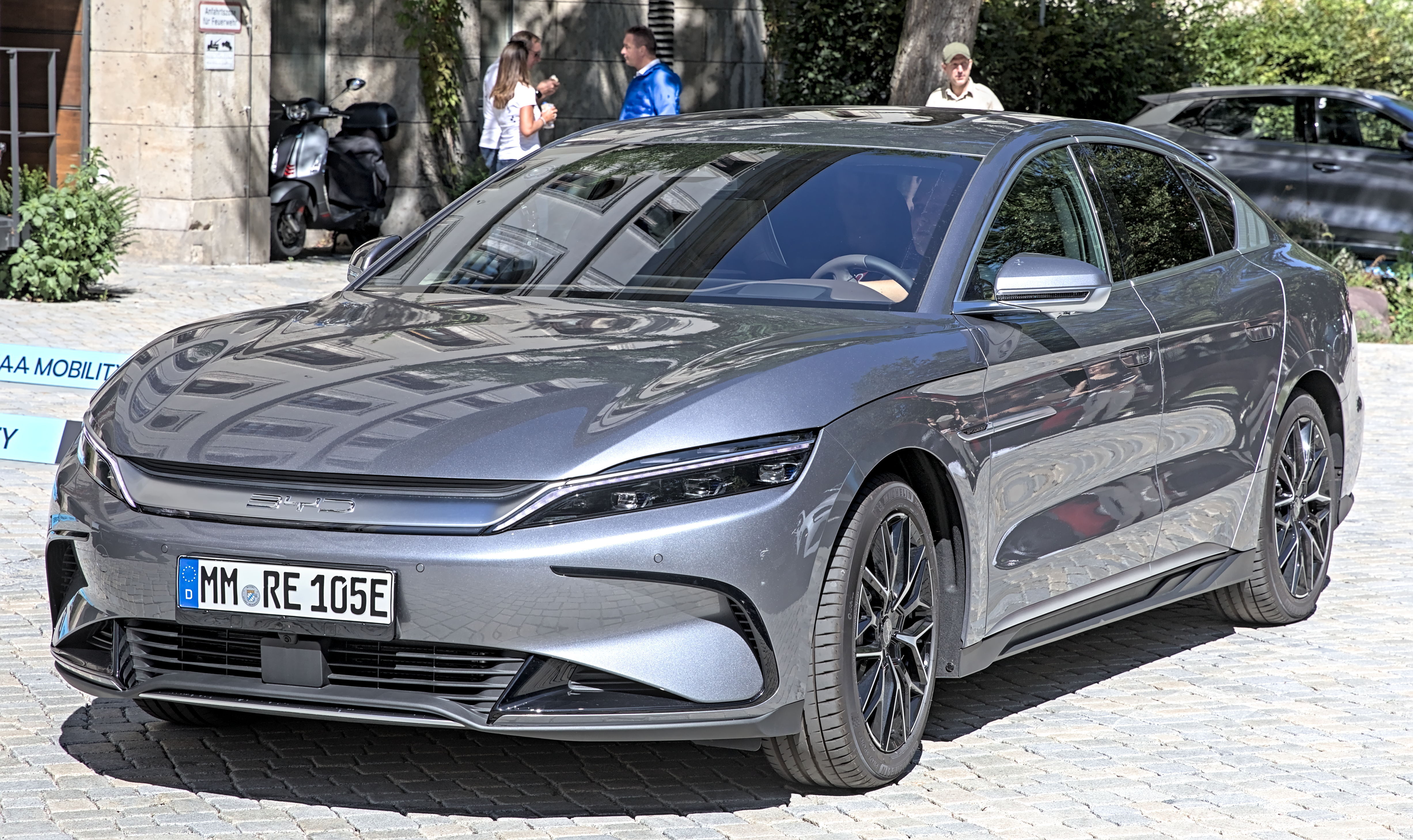
BYD Han

La série Dynasty a marqué la transition formelle de l'orientation de BYD vers le développement de véhicules à énergie nouvelle.
- BYD Han berline de luxe intermédiaire (PHEV/BEV)
  - Berline luxe intermédiaire BYD Han L (PHEV/BEV)
- BYD Qin berline compacte (PHEV/BEV)
  - Berline compacte BYD Qin Plus (PHEV/BEV)
  - Berline exécutive compacte BYD Qin L DM-i (PHEV)
- BYD Tang SUV intermédiaire (PHEV/BEV)
  - Berline SUV intermédiaire BYD Tang L (PHEV/BEV)
- BYD Song SUV compact (PHEV/BEV)
  - BYD Song Pro SUV compact (PHEV/BEV)
  - BYD Song Plus SUV compact (PHEV/BEV)
- BYD Song L EV SUV intermédiaire (BEV)
- BYD Song L DM-i SUV intermédiaire (PHEV
- BYD Song Max MPV (PHEV/BEV)
- BYD Yuan SUV multisegment sous-compact (BEV)
  - BYD Yuan Plus SUV multisegment sous-compact, également connu sous le nom de Atto 3 (BEV)
  - BYD Yuan Up SUV multisegment sous-compact (BEV)

#### Série Océan

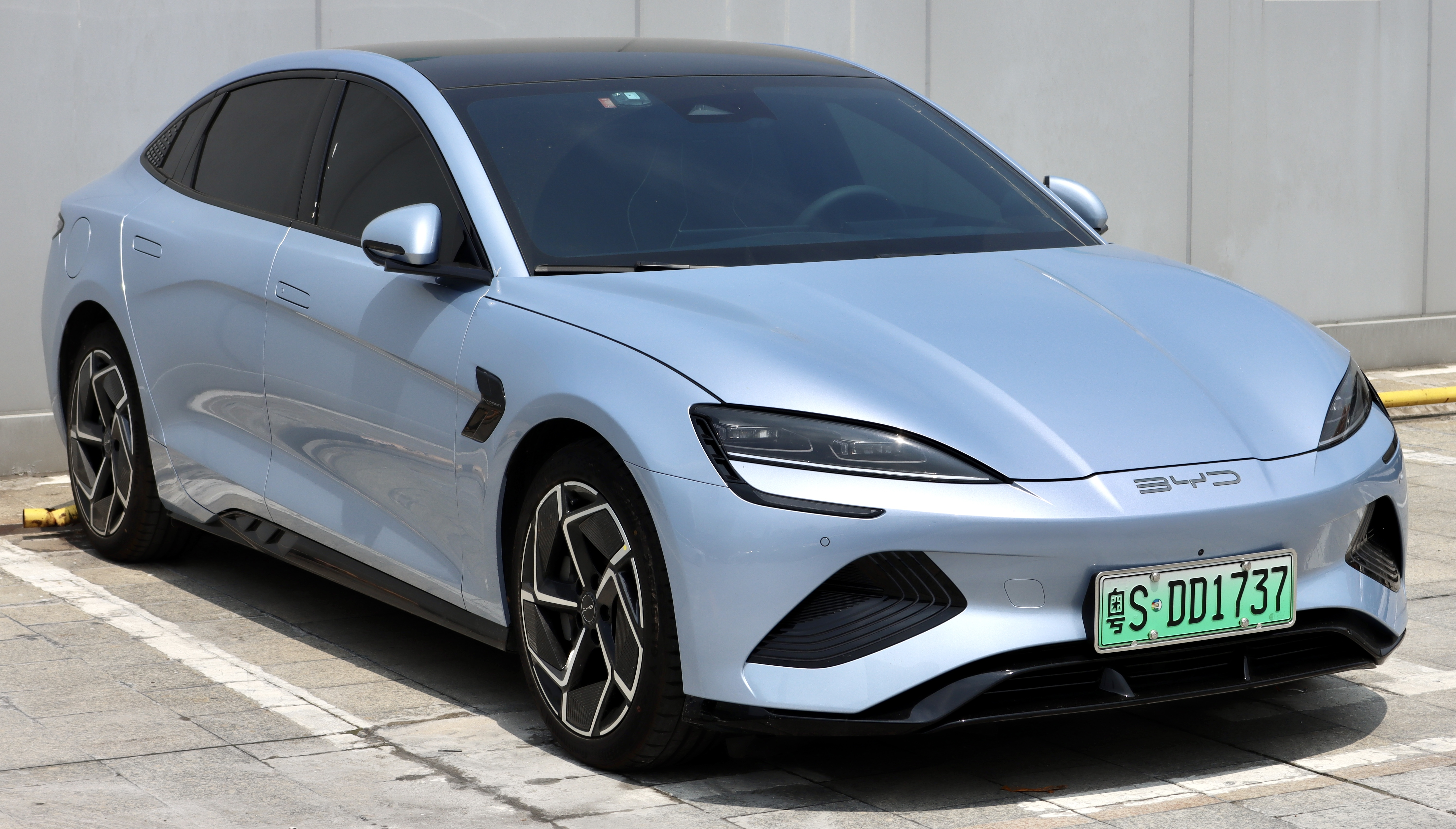
BYD Seal

La série Océan (海洋系列) est un groupe de véhicules électriques rechargeables basés sur l'Ocean-X. La série comprend deux gammes de véhicules : l'une est constituée de BEV nommés d'après des animaux marins, tandis que les autres sont des PHEV nommés d'après des navires.,
- BYD Dolphin sous-compacte/compacte à hayon (BEV)
- BYD Seal berline exécutive compacte (BEV)
- BYD Seal U SUV crossover compact (PHEV/BEV)
- BYD Seagull voiture de ville (BEV)
- BYD Destroyer 05 berline compacte (PHEV)
- BYD Seal 06 GT berline compacte à hayon 100 % électrique
- BYD Seal 05 DM-i berline compacte (PHEV)
- BYD Seal 06 DM-i berline exécutive intermédiaire (PHEV)
- BYD Seal 07 DM-i berline exécutive intermédiaire (PHEV)
- BYD Sea Lion 05 DM-i SUV crossover compact (PHEV)
- BYD Sea Lion 07 EV SUV intermédiaire (BEV)
- BYD Frigate 07 SUV intermédiaire (PHEV)

Concept cars
- BYD Ocean-M Concept, présenté au salon de Pékin 2024[35].

### Véhicules utilitaires

#### Bus de transport en commun

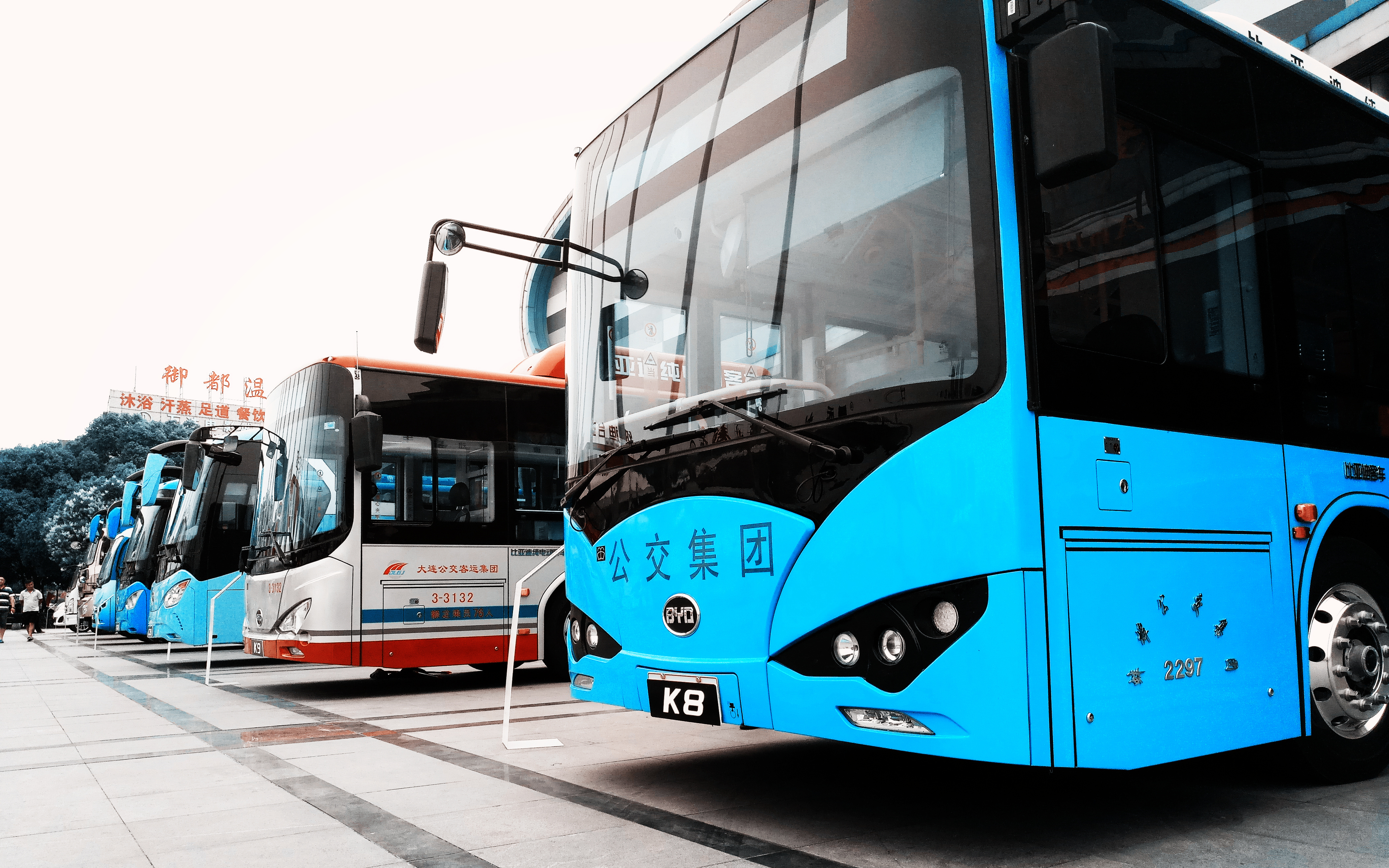
BYD K8A, K9FE, C9, C8, K6, T8SA, T3

- BYD K6 autobus électrique (7m/23 ft)[36]
- BYD K7 (K7M) autobus électrique (8m/26 ft)[36]
- BYD K8 autobus électrique (10.5m/35 ft)[36]
- BYD K9 (K9M and K9S) electric bus (12m/40 ft)[36]
- BYD K10 bus électrique (à deux étages, 10 m/32 pi)[36]
- BYD K11 electric bus (articulated, 18m/60 ft)[36]
- BYD B series, successor for the K series.

#### Autobus scolaires
- BYD Type D School Bus (États-Unis uniquement)[37]
- BYD Type A School Bus (USA only)[38]

#### Coaches

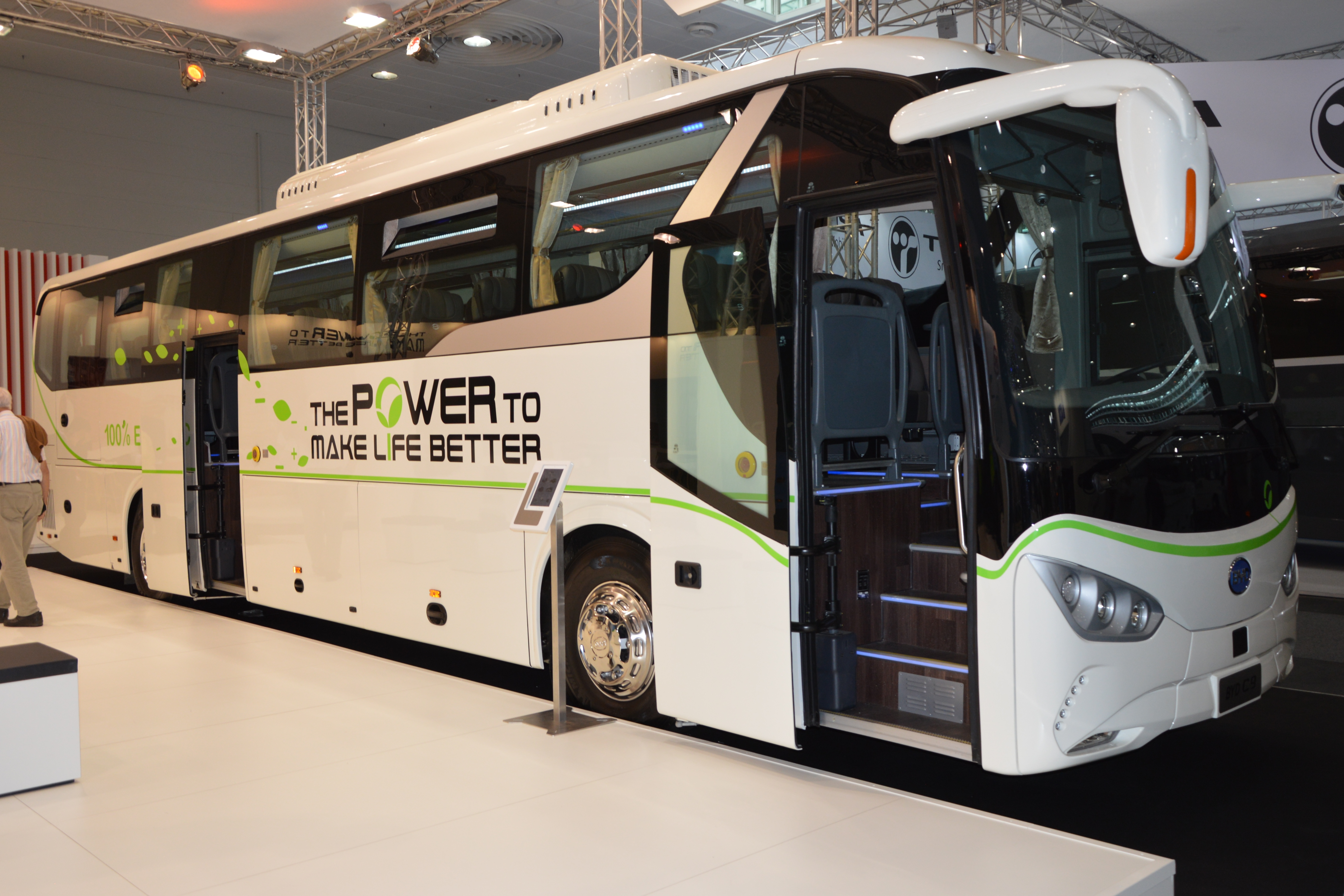
BYD C9

- BYD C6 electric coach (7m/23 ft)[36]
- BYD C7 electric coach (7.9m/26 ft)
- BYD C8 electric coach (10.5m/35 ft)[36]
- BYD C9 electric coach (12m/40 ft)[36]
- BYD C10 electric coach (14m/45 ft)[36]

#### Taxis
- BYD D1, monospace compact dédié aux services VTC, développé avec DiDi, leader de ce secteur en Chine.

#### Vans
- BYD T3 (commercial electric van)[39]
- BYD V3 microvan.
- BYD Class 6 electric Step Van[40]

#### Camions
- BYD T4
- BYD T4K

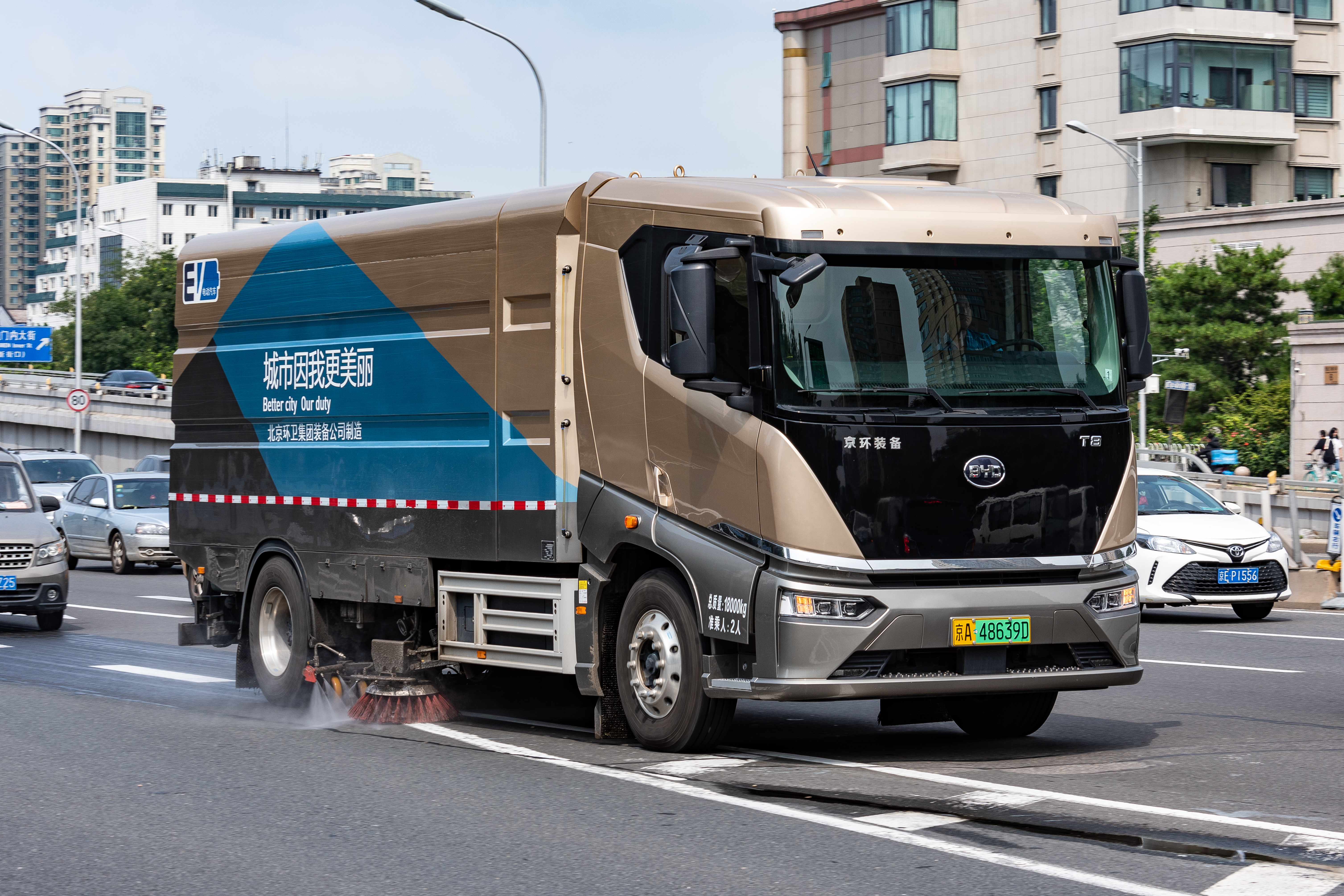
BYD T8 street sweeper truck

- BYD T5 (Camion électrique classe 5)[41]
- BYD T7 (camion électrique classe 6)[41]
- BYD T8 (camion électrique classe 8)
- BYD T10 (camion électrique classe 8)
- BYD 8TT (semi-camion électrique classe 8)
- BYD Q1M / BYD 8Y (Classe 8 Tracteur terminal)[41],[42],[43]
- BYD 8R (Refuse truck)[44]
- BYD 6F (Electric chassis cab)[45]
- BYD 6R (camion à ordures électrique)

#### Utilitaires
- BYD J9G (camion poubelle électrique)

#### Construction
- BYD J9C (camion malaxeur à béton électrique)

#### Logistique
- BYD J9D (camion de factage portuaire à conteneurs électrique)

#### Exploitation minière
- BYD V60 (camion de transport électrique)

### Concept cars
- BYD Ocean-M Concept[46], présenté au salon de l'automobile de Pékin 2024[35]

## Anciens modèles
- BYD e1 voiture de ville (BEV)
- BYD e5 compact berline (véhicule électrique)
- BYD F0 supermini (moteur à essence)
- BYD F3-R berline compacte
- BYD F3 berline compacte (moteur essence, 2005-2021)
  - BYD F3DM berline compacte (hybride rechargeable, 2008-2013), la variante PHEV du F3, le premier PHEV produit en série au monde
  - BYD Surui berline compacte (moteur essence), également connue sous le nom de F3 Plus, la deuxième génération de la F3 et la base du e5 et le BYD Qin
- BYD F6 berline de taille moyenne
- BYD Flyer voiture de ville (2003-2008)
- BYD G3 berline compacte
- BYD G3-R berline compacte
- BYD G5 berline compacte successeur du BYD G3
- BYD G6 intermédiaire berline
- BYD L3 (ou Nouveau F3)[47] - compact saloon
- BYD M6 Monospace
- BYD S1 SUV multisegment sous-compact
- BYD S2 basé sur le Yuan (BEV)
- BYD S6 SUV
- BYD S7 SUV
- BYD S8 cabriolet

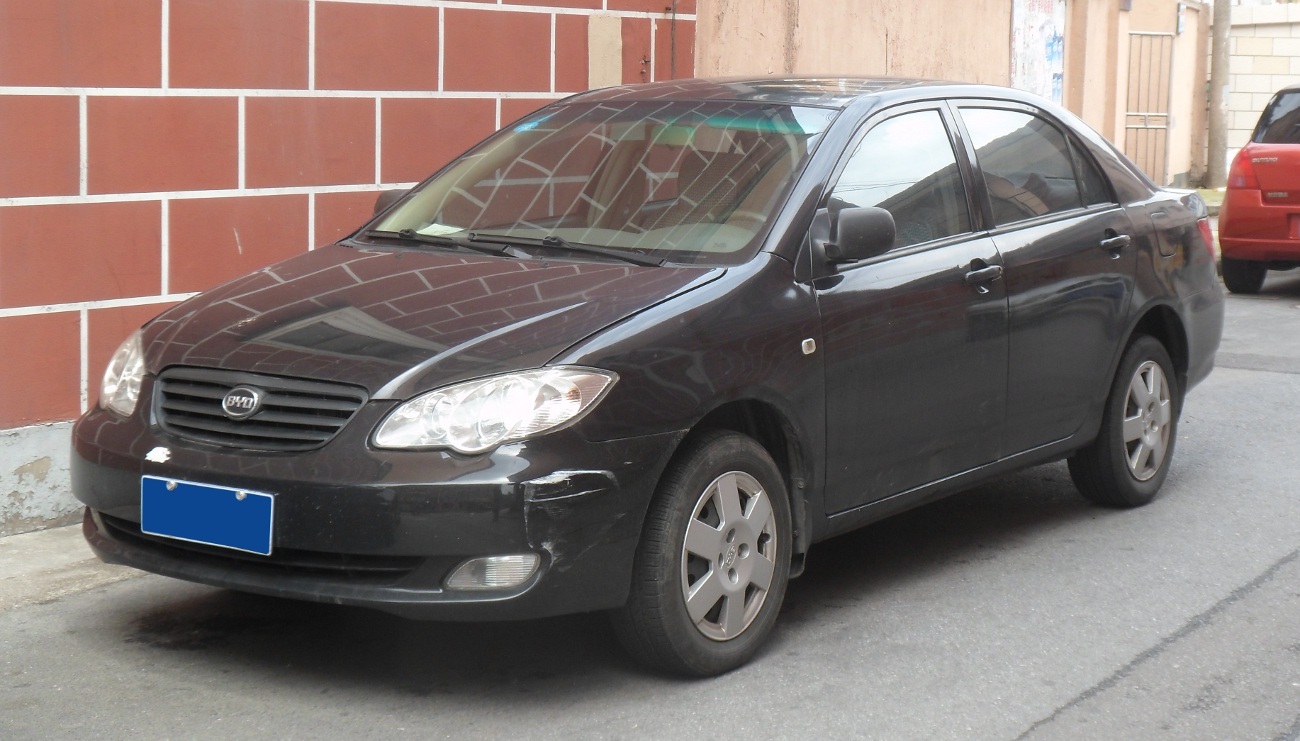
BYD F3
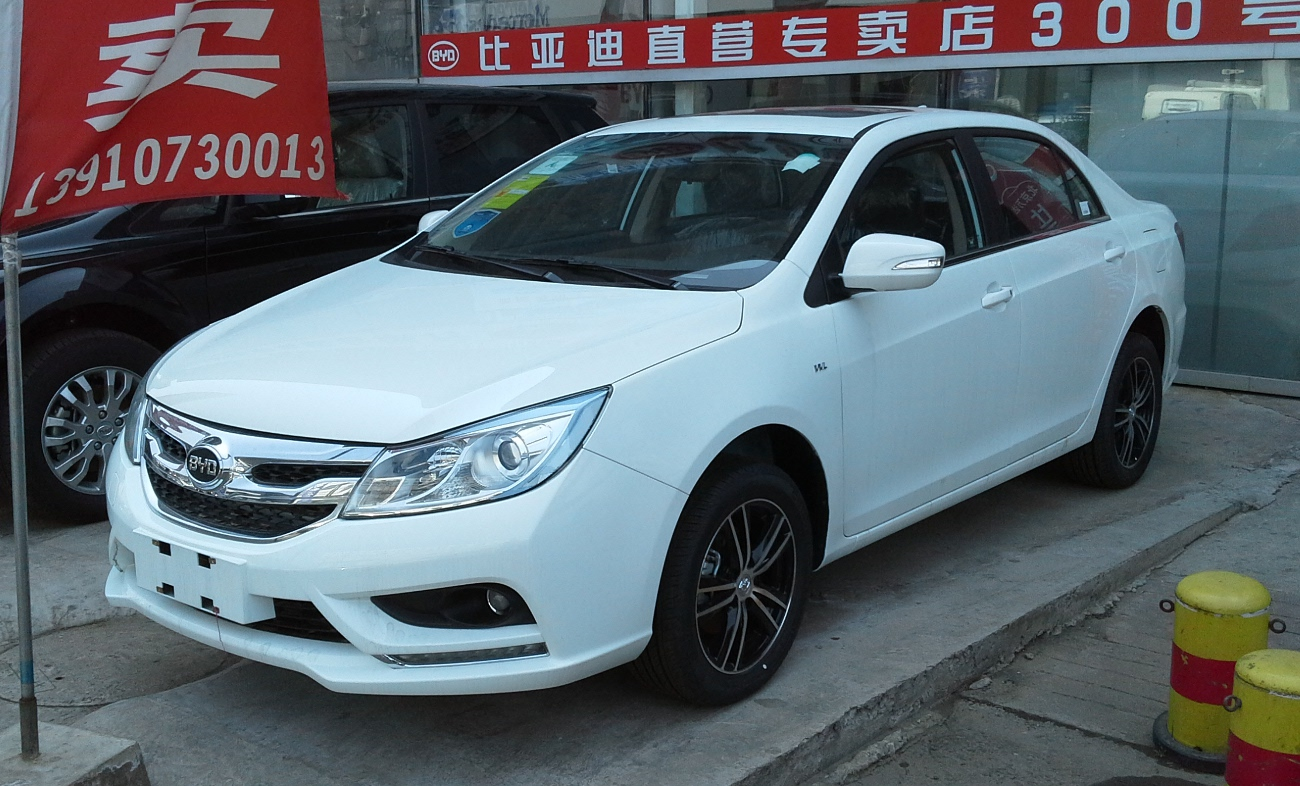
BYD Surui
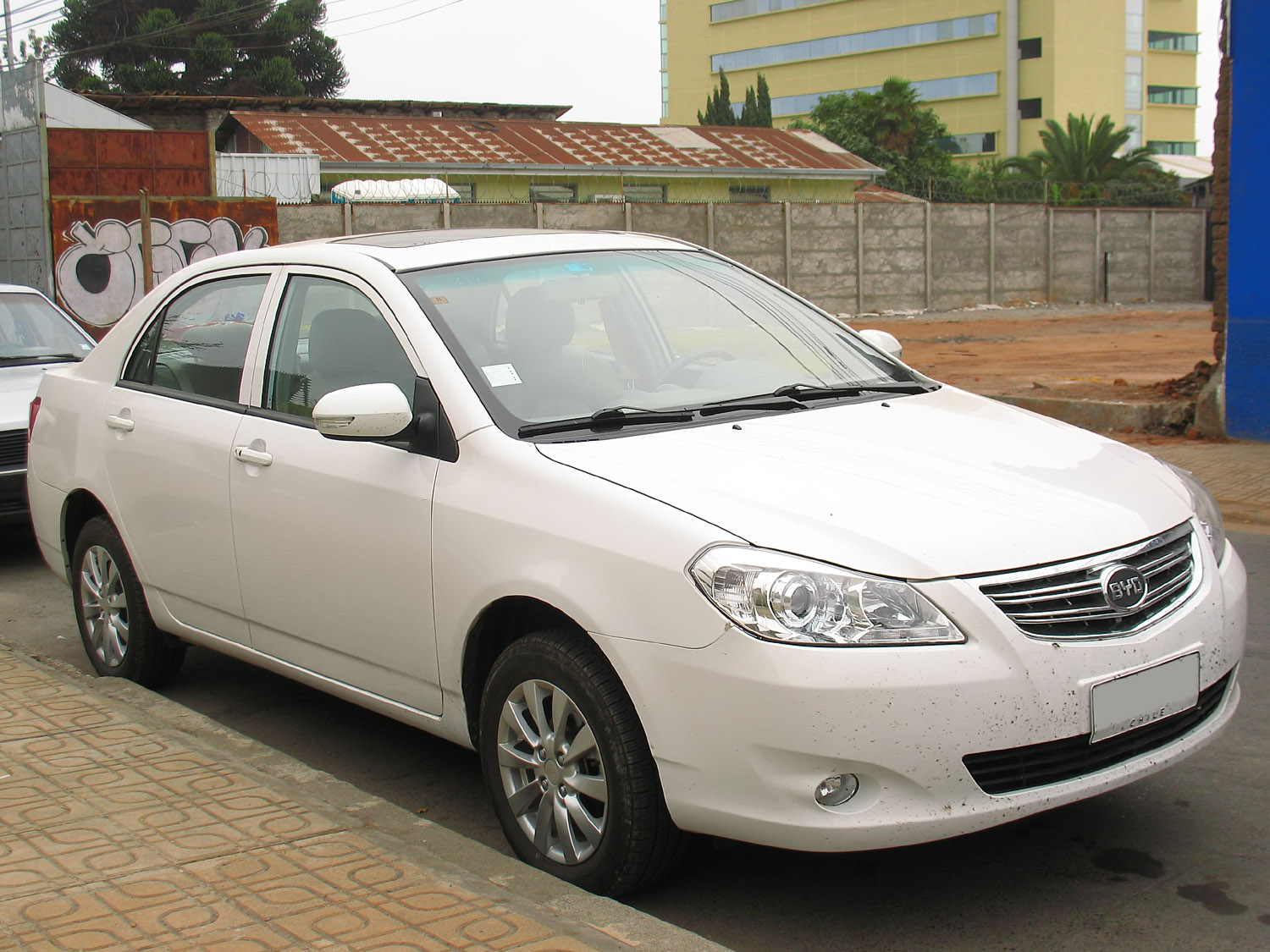
BYD G3

## Sous-marques

### Denza
Denza est une coentreprise avec Mercedes-Benz AG (anciennement Daimler AG) pour produire des véhicules électriques de luxe. Elle a été créée en mai 2010. Le modèle Denza 500 est basé sur une génération antérieure de la Mercedes-Benz Classe B. En 2021, Daimler a réduit sa part de 50% à 10% via un transfert de capitaux propres, laissant BYD comme principal actionnaire à 90%.

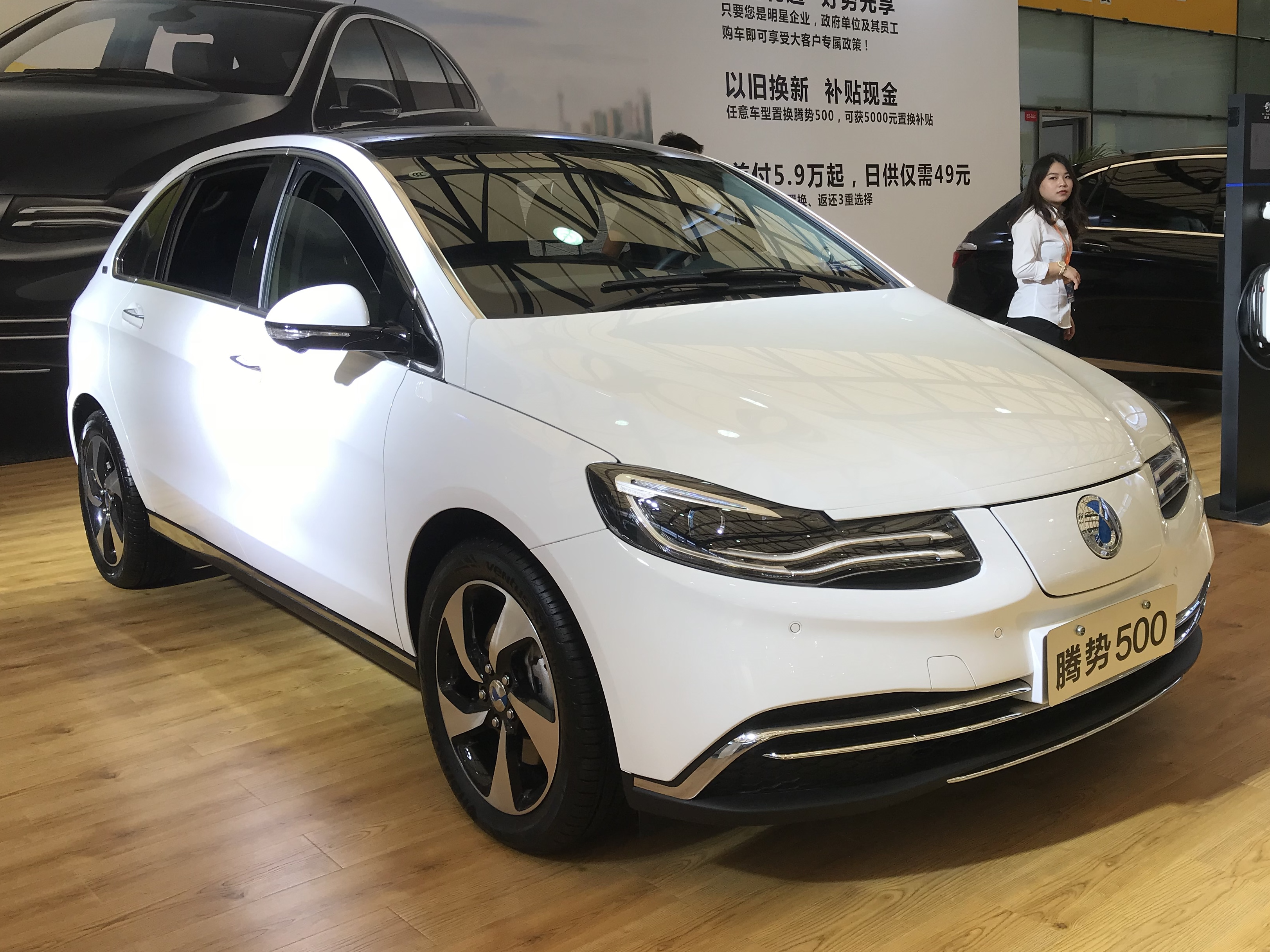
Denza 500
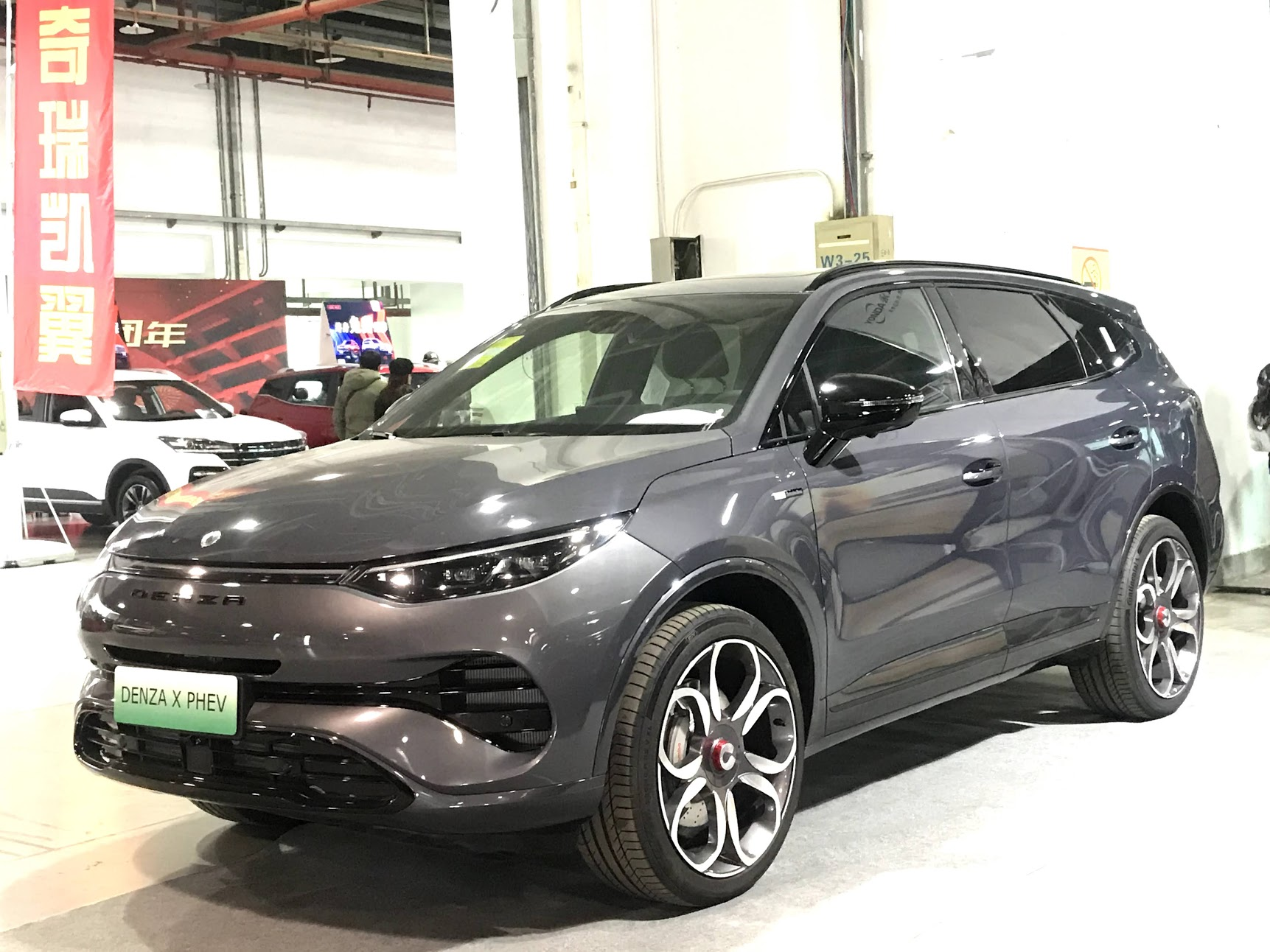
Denza X
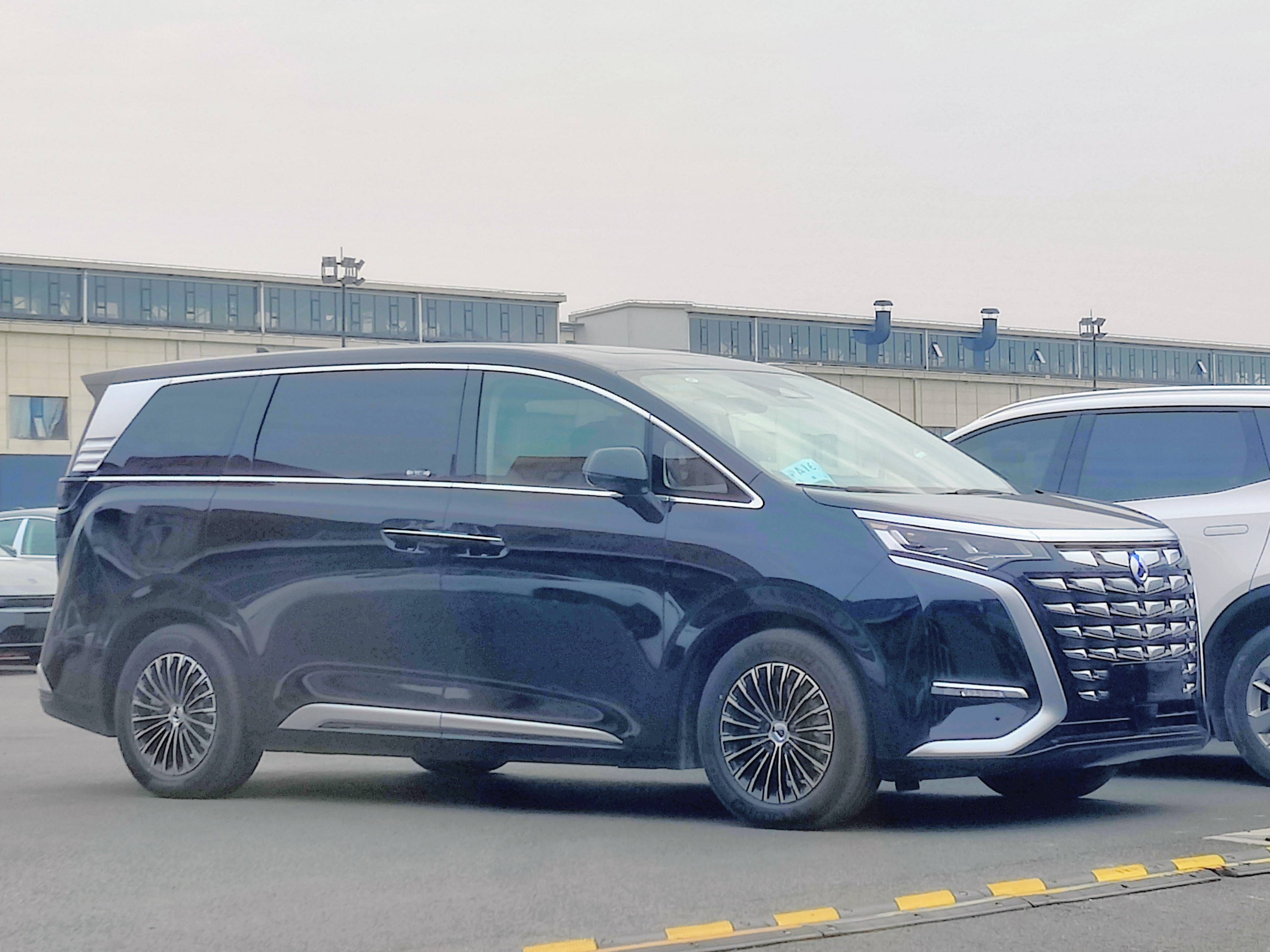
Denza D9

### Yangwang
Yangwang (仰望, « regarder » ou « envie ») est une division de voiture de luxe positionnée pour concurrencer les marques de luxe européennes. La marque a été annoncée le 5 janvier 2023 au Guangzhou Auto Show, ainsi que son premier modèle, le SUV tout-terrain U8, doté de la technologie exclusive e4 à traction individuelle de BYD.
Des modèles:
- Yangwang U8 — Tout-terrain SUV pleine grandeur
- Yangwang U9 — Supercar

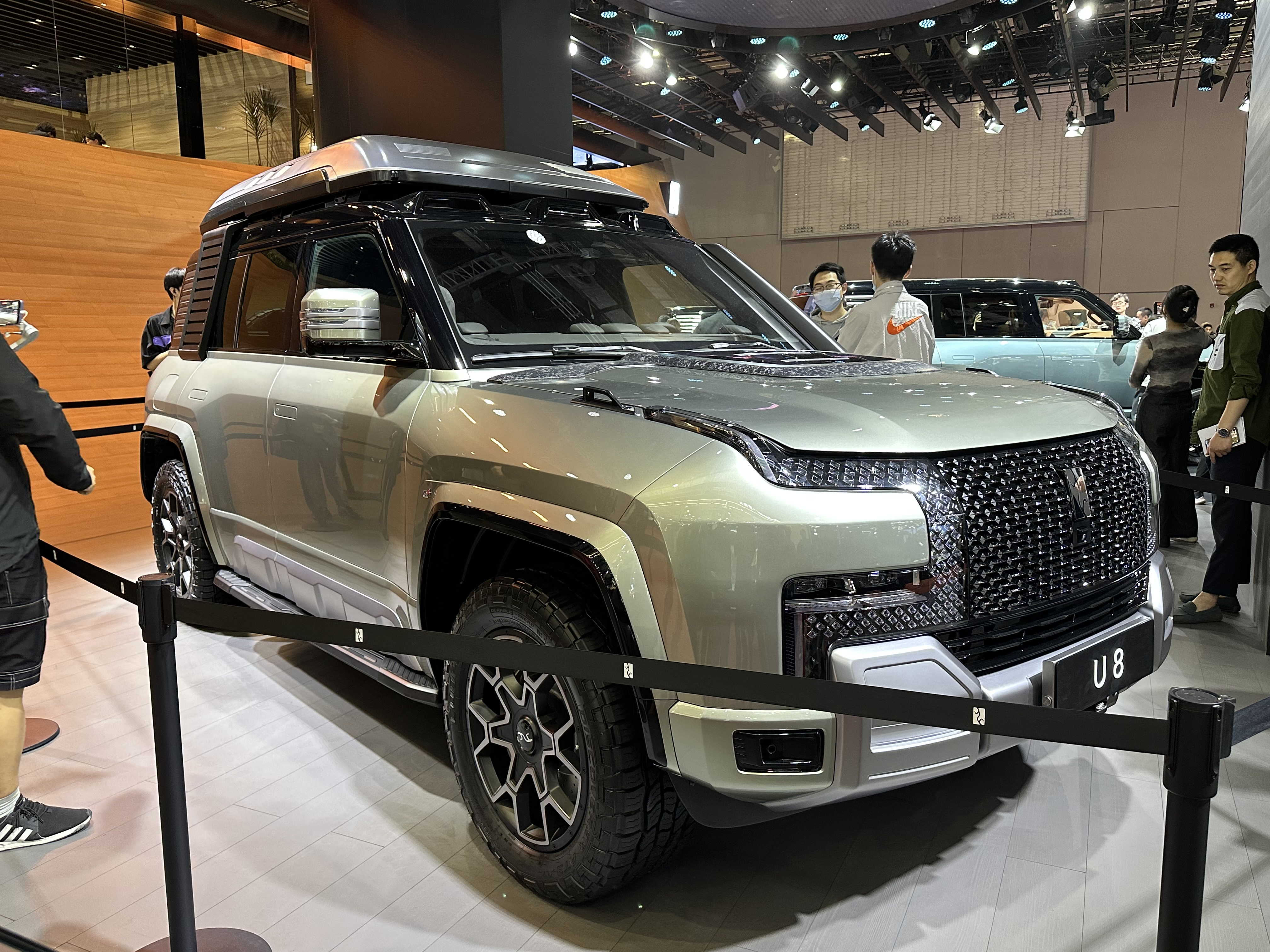
Yangwang U8
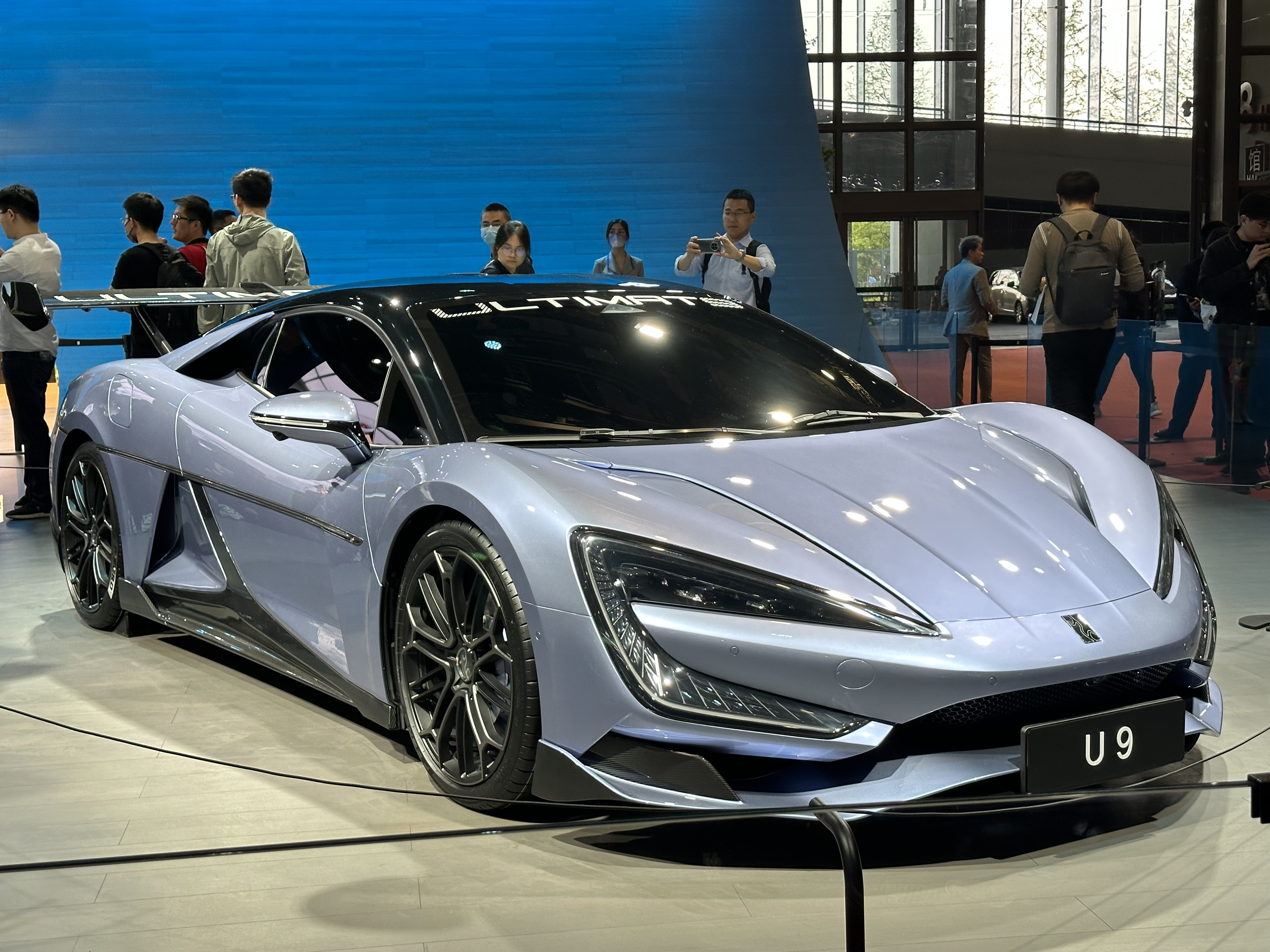
Yangwang U9

### Fangchengbao
Fangchengbao (FCB) (方程豹, « formule léopard ») est la division de BYD Auto qui produit des véhicules professionnels et « personnalisés », avec des produits couvrant les segments axés sur les tout-terrain et les piste. La marque a été annoncée le 9 juin 2023. La marque exploitera ses propres magasins de vente directe, contrairement à BYD qui s'appuie sur un réseau de concessionnaire.
Le 16 août 2023, Fangchengbao a lancé son premier modèle, le Bao 5. Il a fait ses débuts au Salon de l'automobile de Chengdu et est basé sur une plate-forme spécifique à Fangchengbao appelée DMO.
Des modèles:
- Bao 5 (豹5) SUV tout-terrain moyen

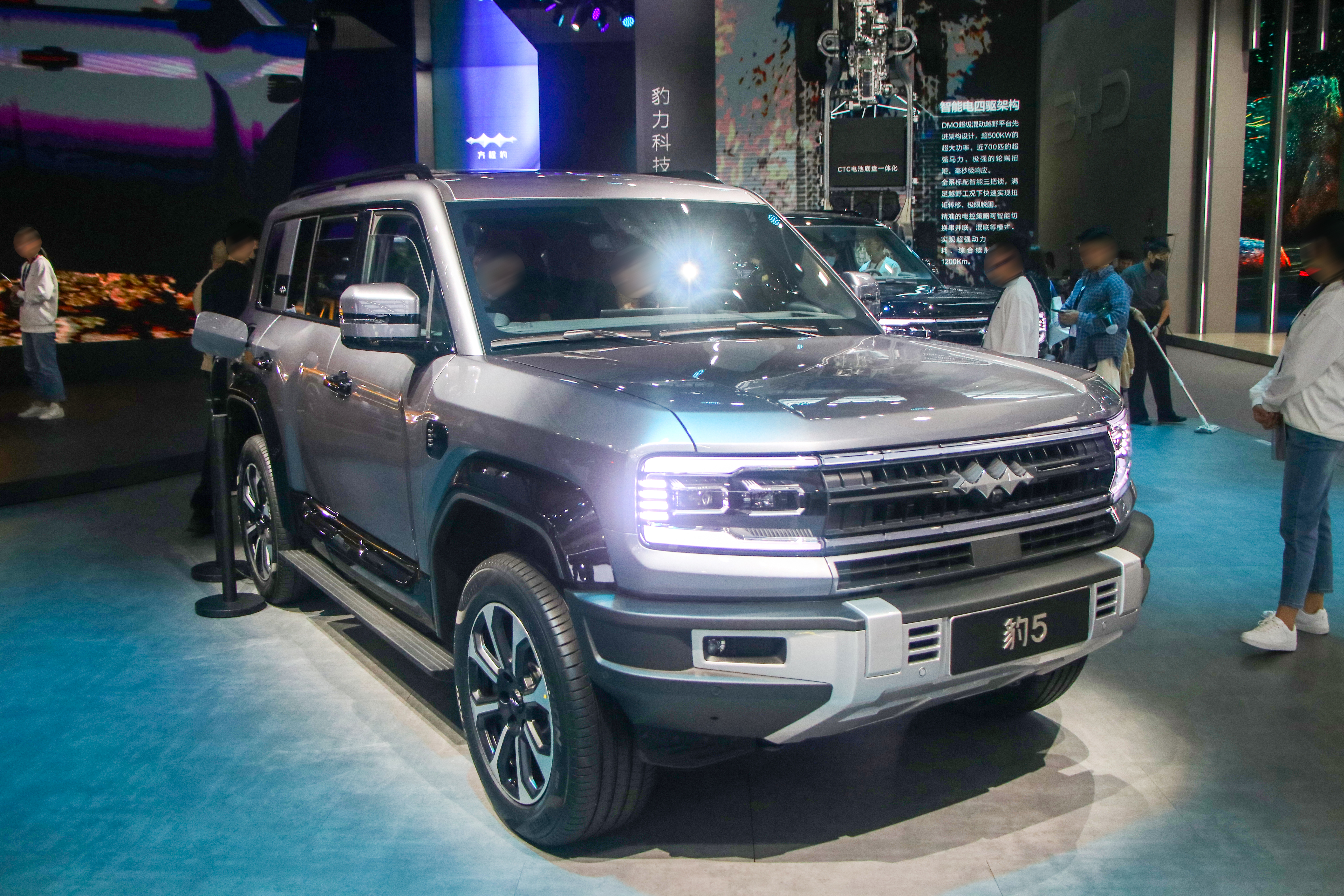
Fangchengbao 5.

## Conditions de travail
En octobre 2011, China Labor Watch a publié un rapport qui démontre que BYD contrevient au droit du travail chinois. Les salaires (204 $ par mois en moyenne) sont tellement faibles que les travailleurs sont forcés de faire des heures supplémentaires et de vivre sur place loin de leur famille. Le rendement que demandent les patrons occasionne un roulement de personnel élevé, les ouvriers ne pouvant tenir les cadences plus de quelques mois. Les syndicats sont interdits. Le temps de travail peut atteindre 320 heures par mois, et en période de pointe les salariés font jusqu'à 14 jours de suite.